# Willem Karel de Perponcher
Willem Karel baron de Perponcher (’s-Gravenhage, 24 januari 1775 – Doesburg, 17 maart 1857) was een Nederlands militair.

## In Pruisische dienst
Willem Karel de Perponcher (ook: Willem Carel baron de Perponcher Sedlnitzky) was een zoon van Cornelis baron de Perponcher Sednitzky en Johanna Maria barones van Tuyll van Serooskerken. Hij was een jongere broer van Hendrik George de Perponcher Sedlnitsky. Hij trad op 13 maart 1796 in dienst bij het Pruisische leger als cadet bij het Garde du Corps, de lijfwacht van de Pruisische koning. Twee jaren later had hij de rang van kornet, maar verkreeg op 18 augustus 1801 honorable demissie (eervol ontslag). Op 20 februari 1805 nam hij als eerste luitenant dienst bij het regiment dragonders van Wobezer. Op 20 april 1806 werd hij bevorderd tot ritmeester en toegevoegd als adjudant van generaal Blücher, de Pruisische veldmaarschalk die vooral gekend is van de Slag bij Waterloo. In de Slag bij Auerstädt van 14 oktober 1806 werd hij met Blücher gevangengenomen, maar in 1807 werd hij geruild tegen de Franse generaal Victor die de Pruisen gevangen hadden genomen. Op 10 mei 1811 verliet hij de Pruisische dienst, opnieuw met honorable demissie, en met de rang van majoor.

## In Nederlandse dienst
Waar hij zich heeft opgehouden in de periode 1811-1815 is niet bekend. Op 5 februari 1815 werd hij luitenant-kolonel in het Nederlandse leger, en net als zijn broer Hendrik adjudant van koning Willem I. Deze functie vervulde hij tot 18 april 1820, toen hij tweede kolonel en commandant van het 8e regiment Huzaren werd. Op 16 augustus 1829 volgde de bevordering tot generaal-majoor en provinciaal commandant van Noord-Holland. Op 1 januari 1841 ging hij als luitenant-generaal met pensioen.

## Persoonlijk
Willem Karel de Perponcher was in 1801 getrouwd met Johanna Frederica Trip, dochter van Johan Trip en Anna Maria Schuyt van Castricum. Dit huwelijk bleef kinderloos. Hij hertrouwde met Alida Maria van Rest.
Hij is niet ingelijfd in de Nederlandse adel, zodat de titel van baron, die hem wordt toegekend, betrekking moet hebben op zijn Boheemse afstamming. De toegevoegde naam Sedlnitzky is afkomstig van Anne von Sedlnitzky de Scholtitz, de eerste vrouw van de stamvader der Nederlandse tak, Isaac de Perponcher. De Sedlnitzky's behoorden oorspronkelijk tot de Poolse feodale adel (Siedlnicki), met latere vertakkingen naar Oostenrijk, Pruisen en Bohemen alwaar zij de titel van graaf voerden.
De Perponcher werd op 8 juli 1815 benoemd tot ridder 4e klasse van de Militaire Willems-Orde, vanwege zijn deelname aan de slag bij Waterloo. Ondanks het feit dat bij de vermelding van zijn onderscheiding in zijn stamboek staat bijgeschreven '1815 bij Waterloo', is niet aantoonbaar dat hij aan die veldslag heeft deelgenomen. Zijn naam wordt niet aangetroffen bij de staven van het veldleger, noch in een der beschrijvingen van de slag. Op 6 oktober 1840 werd hij benoemd in de Orde van de Nederlandse Leeuw.